# Natalio Pescia
Natalio Agustín Pescia (ur. 1 stycznia 1922, zm. 1 listopada 1989) – piłkarz argentyński noszący przydomek el Leoncito, pomocnik.

## Życiorys
Urodzony w Dock Sud, będącej częścią Partido Avellaneda Pescia karierę piłkarską rozpoczął w 1942 roku w klubie Boca Juniors – zadebiutował 30 sierpnia w przegranym 1:2 meczu z Chacarita Juniors. Karierę reprezentacyjną rozpoczął od gry w kadrze do lat 20. W latach 1943 i 1944 dwukrotnie razem z Boca Juniors sięgnął po tytuł mistrza Argentyny.
Jako piłkarz klubu Boca Juniors był w kadrze reprezentacji podczas turnieju Copa América 1945, gdzie Argentyna została wicemistrzem Ameryki Południowej. Pescia nie zagrał jednak w żadnym meczu.
Rok później wziął udział w turnieju Copa América 1946, gdzie Argentyna drugi raz z rzędu zdobyła tytuł mistrza Ameryki Południowej. Pescia zagrał w czterech meczach – z Boliwią, Chile, Urugwajem i Brazylią.
Nadal jako gracz klubu Boca Juniors wziął udział w turnieju Copa América 1947, gdzie Argentyna trzeci raz z rzędu zdobyła tytuł mistrza Ameryki Południowej. Pescia zagrał w sześciu meczach – z Paragwajem, Boliwią, Peru, Chile, Ekwadorem i Urugwajem.
W 1954 roku zdobył razem z Boca Juniors swój trzeci tytuł mistrza Argentyny.
W klubie Boca Juniors Pescia grał do końca swej kariery w 1956 roku – ostatni raz w barwach Boca Juniors zagrał 2 grudnia w wygranym 4:1 meczu z CA Huracán. Łącznie rozegrał w Boca Juniors 365 meczów (32 583 minuty) i zdobył 7 bramek. W reprezentacji Argentyny rozegrał 12 meczów.

## Sukcesy
| Sezon | Drużyna      | Tytuł                          |
| ----- | ------------ | ------------------------------ |
| 1943  | Boca Juniors | Mistrz Argentyny               |
| 1944  | Boca Juniors | Mistrz Argentyny               |
| 1944  | Boca Juniors | Copa Ibarguren                 |
| 1945  | Argentyna    | Mistrz Ameryki Południowej     |
| 1945  | Boca Juniors | Wicemistrz Argentyny           |
| 1945  | Boca Juniors | Copa Competencia Británica     |
| 1946  | Argentyna    | Mistrz Ameryki Południowej     |
| 1946  | Boca Juniors | Wicemistrz Argentyny           |
| 1946  | Boca Juniors | Copa de Confraternidad Escobar |
| 1947  | Argentyna    | Mistrz Ameryki Południowej     |
| 1947  | Boca Juniors | Wicemistrz Argentyny           |
| 1950  | Boca Juniors | Wicemistrz Argentyny           |
| 1954  | Boca Juniors | Mistrz Argentyny               |